# Brinckochrysa manselli
Brinckochrysa manselli là một loài côn trùng trong họ Chrysopidae thuộc bộ Neuroptera. Loài này được Hölzel & Duelli miêu tả năm 2003.